# Regeringen Boström I
Första ministären Boström var Sveriges regering mellan 10 juli 1891 och 12 september 1900.

## Statsråd
| Statsminister         |  | Erik Gustaf Boström       | 10 juli 1891     | 12 september 1900 | Lantmannapartiet          |
| Justitieminister      |  | August Östergren          | 10 juli 1891     | 5 februari 1896   | Partilös                  |
| Justitieminister      |  | Ludvig Annerstedt         | 5 februari 1896  | 12 september 1900 | Oberoende konservativ     |
| Utrikesminister       |  | Carl Lewenhaupt           | 10 juli 1891     | 1 juni 1895       | Partilös                  |
| Utrikesminister       |  | Ludvig Douglas            | 1 juni 1895      | 27 oktober 1899   | Oberoende konservativ     |
| Utrikesminister       |  | Alfred Lagerheim          | 27 oktober 1899  | 12 september 1900 | Lantmannapartiet          |
| Krigsminister         |  | Hjalmar Palmstierna       | 10 juli 1891     | 22 juni 1892      | Partilös                  |
| Krigsminister         |  | Axel Rappe                | 22 juni 1892     | 27 oktober 1899   | Partilös                  |
| Krigsminister         |  | Jesper Crusebjörn         | 27 oktober 1899  | 12 september 1900 | Partilös                  |
| Sjöförsvarsminister   |  | Carl Gustaf von Otter     | 10 juli 1891     | 16 december 1892  | Partilös                  |
| Sjöförsvarsminister   |  | Jarl Christerson          | 16 december 1892 | 21 oktober 1898   | Partilös                  |
| Sjöförsvarsminister   |  | Gerhard Dyrssen           | 21 oktober 1898  | 12 september 1900 | Partilös                  |
| Civilminister         |  | Lennart Groll             | 10 juli 1891     | 6 oktober 1896    | Partilös                  |
| Civilminister         |  | Edvard von Krusenstjerna  | 6 oktober 1896   | 12 september 1900 | Partilös                  |
| Finansminister        |  | Fredrik von Essen         | 10 juli 1891     | 6 november 1894   | Protektionistiska partiet |
| Finansminister        |  | Erik Gustaf Boström       | 6 november 1894  | 15 mars 1895      | Lantmannapartiet          |
| Finansminister        |  | Claës Wersäll             | 15 mars 1895     | 16 juli 1897      | Partilös                  |
| Finansminister        |  | Hans Hansson Wachtmeister | 16 juli 1897     | 12 september 1900 | Protektionistiska partiet |
| Ecklesiastikminister  |  | Gunnar Wennerberg         | 10 juli 1891     | 6 november 1891   | Protektionistiska partiet |
| Ecklesiastikminister  |  | Gustaf Gilljam            | 6 november 1891  | 22 juni 1898      | Protektionistiska partiet |
| Ecklesiastikminister  |  | Nils Claëson              | 22 juni 1898     | 12 september 1900 | Partilös                  |
| Jordbruksminister     |  | Theodor Odelberg          | 31 mars 1900     | 12 september 1900 | Protektionistiska partiet |
| Konsultativa statsråd |  |                           |                  |                   |                           |
| Konsultativt statsråd |  | Herman Wikblad            | 10 juli 1891     | 12 september 1900 | Partilös                  |
| Konsultativt statsråd |  | Lars Åkerhielm            | 10 juli 1891     | 27 oktober 1899   | Protektionistiska partiet |
| Konsultativt statsråd |  | Daniel Restadius          | 27 oktober 1899  | 23 maj 1900       | Lantmannapartiet          |
| Konsultativt statsråd |  | Claës Wersäll             | 6 november 1894  | 15 mars 1895      | Partilös                  |